# Hans Christian Fibiger
Hans Christian Fibiger (amerikanske navn Febiger) (19. oktober 1749 – 20. september 1796) var en dansk officer i den amerikanske hær under den Amerikanske uafhængighedskrig.
Hans Christian Fibiger, der tilhører en gren af Fibiger-familien, der nu er uddød i Danmark, blev født i Fåborg på Fyn og var søn af en organist, senere degn i Hillerslev på Fyn, Jørgen Mathiasen Fibiger og hustru, Sophia Dorthea Østrup. 
Hans Christian Fibiger, der havde taget studentereksamen i Danmark, drog som ungt menneske til en farbroder, Henrik Jakob Fibiger, der var toldforvalter på St. Croix i Dansk Vestindien. Herfra rejste han i 1772 til Amerika og fik ansættelse ved handelen, vistnok i New England, men stedet nævnes ikke. I hvert fald sluttede han sig i 1775 til et Massachusetts regiment og gjorde fra nævnte år tjeneste i den amerikanske Hær til krigens slutning i 1783. Han udmærkede sig som soldat og steg fra at være adjudant til oberst, og ved sin afmønstring fik han titlen brigadegeneral. Han deltog bl.a. i Slaget ved Bunker Hill 17. juni 1775.
"Old Denmark", som var hans kendingsnavn i hæren, drog efter sin afmønstring til Philadelphia, drev forretning og blev en velstående mand. 
Han var gift med en dame af skotsk herkomst, Elizabeth Carson. Deres ægteskab var barnløst. Febiger valgtes i 1789 til statskasserer for Pennsylvania, et embede, han beholdt til sin død. 
Gennem hans adoptivsøn, Christian Carson Febiger, er navnet bevaret indtil denne dag, og ikke få af slægten har gjort tjeneste i de Forenede Staters hær og flåde som officerer af høj rang. 